# Victor Vina
Victor Emmanuel Jules Vinatieri dit Victor Vina, né le 29 août 1885 à Saint-Maur-des-Fossés (Val-de-Marne) et mort le 28 mai 1961 au sein de l'Hôpital Saint-Joseph dans le 14e arrondissement de Paris, est un acteur français.

## Biographie
Victor Vina commence sa carrière cinématographique en Italie où il tourne dans des films muets d'Itala Film de Turin, sous le nom de scène de Jules Vina, et il participe à de nombreux petits films comiques de la série Cretinetti et d'autres films de cette maison, dont La caduta di Troia (La Chute de Troie) en 1911.
Il retourne en France dans les années 1920 où il joue dans une soixantaine de films jusqu'en 1955, dans des seconds rôles et comme acteur de genre.

## Filmographie
- 1920 : Colomba de Jean Hervé - Orso
- 1921 : L'Aviateur masqué de Robert Péguy (5,170 m, en 8 épisodes) - Génévrier
- 1921 : Le Porion de Georges Champavert (1,750 m) - Paul Lacombe
- 1922 : La Conquête des Gaules de Marcel Yonnet et Yan B. Dyl (1,300 m)
- 1923 : L'Appel de la montagne de Arturo Porchet - Boris de Billinsky
- 1923 : La Dame de Monsoreau de René Le Somptier (7,268 m, en 6 épisodes) - Le comte de Monsoreau
- 1923 : L'Image (Das Bildnis) de Jacques Feyder
- 1924 : Violettes impériales de Henry Roussel
- 1925 : Visages d'enfants de Jacques Feyder (2,500 m) - Pierre Amsler
- 1925 : Salammbô de Pierre Marodon (3,500 m) - Hamilcar
- 1925 : Image - « Das Bildnis » de Jacques Feyder (2,500 m) - L'ouvrier diamantaire
- 1926 : Gribiche de Jacques Feyder (2,500 m) - Le poivrot
- 1926 : Le Berceau de Dieu ou Les Ombres du passé de Fred Leroy-Granville - Moïse
- 1926 : Carmen de Jacques Feyder (3,000 m) - Doncaïre
- 1926 : La Fin de Monte-Carlo de Mario Nalpas et Henri Etievant - Le comte Demidoff, le père de Cora
- 1927 : L'Île d'amour / Bicchi de Jean Durand et Berthe Dagmar - Serlys
- 1927 : Madame Récamier de Gaston Ravel et Tony Lekain - Jacques Récamier
- 1928 : La Faute de Monique de Maurice Gleize - Mauriac, le savant
- 1929 : Tu m'appartiens ! de Maurice Gleize (3,000 m) - Daburon
- 1931 : Les Quatre Vagabonds de Lupu-Pick - Le juge d'instruction
- 1931 : 77, rue Chalgrin de Albert de Courville - Paul
- 1931 : Le Maître de sa vie de Gaston Roudès - court métrage -
- 1932 : La Femme en homme de Augusto Genina
- 1932 : Violettes impériales de Henry Roussell - Le professeur Fourras
- 1932 : L'Affaire de la rue de Lourcine de Marcel Dumont - moyen métrage -
- 1932 : Arrêtez-moi! de Charles-Félix Tavano et Christian Matras - court métrage - M. Dominique
- 1933 : Le Tunnel de Kurt Bernhardt - L'orateur
- 1934 : Casanova de René Barberis - M. de Sartines
- 1934 : Bouboule Ier, roi nègre de Léon Mathot - Herrmann
- 1934 : Malabars de René Jayet - court métrage - Fred
- 1935 : Debout là-dedans ! de Henry Wulschleger
- 1935 : Golgotha de Julien Duvivier - Un Sanhédrite
- 1935 : Michel Strogoff de Jacques de Baroncelli et Richard Eichberg - Le tsar
- 1935 : Roses noires de Paul Martin et Jean Boyer
- 1935 : Stradivarius de Geza Von Bolvary et Albert Valentin
- 1936 : L'Enfant du Danube de Charles Le Derlé et André Alexandre - Bog
- 1936 : À minuit, le 7 de Maurice de Canonge - Le patron de l'hôtel
- 1936 : L'Appel du silence de Léon Poirier
- 1936 : Les loups entre eux de Léon Mathot
- 1936 : Mister Flow de Robert Siodmak - Garber
- 1937 : La Danseuse rouge de Jean-Paul Paulin
- 1937 : L'Homme du jour de Julien Duvivier
- 1937 : Les Hommes de proie de Willy Rozier - Le commissaire
- 1937 : Sœurs d'armes de Léon Poirier
- 1937 : Troïka sur la piste blanche de Jean Dréville
- 1938 : Barnabé de Alexandre Esway
- 1938 : Titin des Martigues de René Pujol
- 1938 : Chéri-Bibi de Léon Mathot - Coranti
- 1938 : Ceux de demain / L'Enfant de troupe de Adelqui Millar et Georges Pallu
- 1938 : Gosse de riche de Maurice de Canonge
- 1938 : Le patriote de Maurice Tourneur
- 1938 : Les Rois de la flotte de René Pujol
- 1939 : La Piste du nord de Jacques Feyder - Le président du tribunal
- 1939 : La Fin du jour de Julien Duvivier
- 1941 : Espoirs de Willy Rozier
- 1942 : Notre-Dame de Paris de René Hervouin - court métrage - Le pape Pie VII
- 1946 : Le Cabaret du grand large de René Jayet - Le juge d'instruction
- 1947 : Les Trois Cousines de Jacques Daniel-Norman
- 1947 : Le silence est d'or de René Clair
- 1947 : Monsieur Vincent de Maurice Cloche
- 1948 : Triple enquête de Claude Orval - Le juge d'instruction
- 1948 : Les Frères Bouquinquant de Louis Daquin - Le médecin
- 1948 : Le Secret de Monte-Cristo de Albert Valentin - Le maire
- 1949 : Le Sorcier du ciel de Marcel Blistène - Le paralytique
- 1949 : Le Mystère Barton de Charles Spaak - Le mari trompé
- 1949 : Fantômas contre Fantômas de Robert Vernay - Un parent du défunt
- 1950 : Le Grand Cirque de Georges Péclet
- 1952 : Nous sommes tous des assassins de André Cayatte - Le directeur du patronage
- 1954 : Crainquebille de Ralph Habib - Le vieux prisonnier
- 1954 : Si Versailles m'était conté de Sacha Guitry - Le Nôtre
- 1954 : Sur le banc de Robert Vernay
- 1955 : Lola Montès de Max Ophüls - Un homme dans le box